# Уравнение на Фокер-Планк
Уравнението на Фокер-Планк е частно диференциално уравнение, чието решение е плътността на вероятността за преход в марковски процес. Търсената плътност на вероятността може да е тази на скоростта, но уравнението може да бъде обобщено и за други наблюдаеми физически величини. Първоначално, уравнението е написано за изследване на брауновото движение. Уравнението на Лиувил е частен случай на уравнението на Фокер-Планк за нулева дифузия.

## Едномерно
В едномерно пространство x, за процес на Ито с дадено стохастично диференциално уравнение
{\displaystyle dX_{t}=\mu (X_{t},t)dt+{\sqrt {2D(X_{t},t)}}dW_{t},}
отклонение {\displaystyle \mu (X_{t},t)} и дисперсионен коефициент {\displaystyle D(X_{t},t)}, уравнението на Фокер-Планк за вероятностната плътност {\displaystyle f(x,t)} на случайната величина {\displaystyle X_{t}} е
{\displaystyle {\frac {\partial }{\partial t}}f(x,t)=-{\frac {\partial }{\partial x}}\left[\mu (x,t)f(x,t)\right]+{\frac {\partial ^{2}}{\partial x^{2}}}\left[D(x,t)f(x,t)\right].}
Връзката между стохастичното диференциално уравнение и частното диференциално уравнение са задава от формулата на Фейнман-Кахц.
Предхождащият стохастичен процес се задава, в рамките на интеграла на Стратонович, чрез:
{\displaystyle dX_{t}=\left[\mu (X_{t},t)-{\frac {1}{2}}{\frac {\partial }{\partial X_{t}}}D(X_{t},t)\right]dt+{\sqrt {2D(X_{t},t)}}dW_{t}.}